# Radar (sang)
 For alternative betydninger, se Radar (flertydig). (Se også artikler, som begynder med Radar)
Radar er en sang af den amerikanske popsangerinde Britney Spears og optræder som det tredje nummer på hendes 5. studiealbum Blackout. Sangen er skrevet af C. Karlsson, P. Winnberg, H. Jonback, B. Muhammad, C. Nelson, E. Lewis, J. Que og produceret af producerparret Bloodshy & Avant, der stod bag hittet Toxic og The Clutch. Radar vurderes til at være en af de stærkeste sange på albummet og minder ifølge det amerikanske ugeblad People Magazine om popsangerinden Rihannas musik. 